# Sí (canción de Enrique Bunbury)
«Si» es una canción compuesta por Amparo Di Giménez e interpretada por el cantautor español Enrique Bunbury incluida en su tercer disco como solista tiutlado Flamingos, que posteriormente fue lanzada el 23 de mayo de 2015 como segundo sencillo por su discográfica EMI España en el año 2002.

## Antecedentes y signficado
Fue escrita por Adria Punti y la letra sumerge en la angustia y la incertidumbre de un amor que parece inalcanzable o quizás inexistente. La letra refleja la desesperación de una persona que busca una confirmación, un 'sí' que disipe las dudas y le otorgue claridad a su situación sentimental.

## Vídeo musical
Fue dirigido por Jorge Ortiz de Landázuri Yzarduy y es de animación en donde se muestra a mucha gente y a un bar tipo cantina y varios papeles y cartas que se aparecen en el mismo.

## Posición en listas
| Lista                                | Posición |  |
| ------------------------------------ | -------- |  |
| España Top 100                       | 44       |  |
| España Los 40 principales            | 16       |  |
| México Billboard Airplay             | 5        |  |
| México Billboard Pop Español Airplay | 22       |  |